# اس‌اس لنزداون
اس‌اس لنزداون (به انگلیسی: SS Lansdowne) یک کشتی بود. این کشتی در سال ۱۸۸۴ ساخته شد.